# Кудінов Олексій Костянтинович
Олексі́й Костянти́нович Кудінов (15 вересня 1991 — 2 серпня 2014) — солдат Збройних сил України, учасник російсько-української війни.

## Життєпис
Народився 1991 року в місті Кривий Ріг. 2006 році закінчив Криворізьку ЗОШ № 63; по тому — Криворізький професійний транспортно-металургійний ліцей — машиніст екскаватора, після служби в армії з 2011 року працював у рудоуправлінні гірничого департаменту ПАТ «Арселор Мітал Кривий Ріг».
Мобілізований у часі першої хвилі, в березні 2014-го. Механік-водій інженерно-технічного взводу, 25-та окрема повітрянодесантна бригада.
Загинув 2 серпня 2014 року внаслідок артилерійського обстрілу поблизу смт Контарне, Шахтарська міська рада, Донецька область.
Вдома лишилися мама та сестра.
Похований в місті Кривий Ріг, Дніпропетровська область, Центральне кладовище, Алея Слави.

## Нагороди та вшанування
- 14 листопада 2014 року за особисту мужність і героїзм, виявлені у захисті державного суверенітету та територіальної цілісності України, вірність військовій присязі під час російсько-української війни, відзначений — нагороджений орденом «За мужність» III ступеня (посмертно).
- Рішенням Криворізької міської ради нагороджений нагрудним знаком «За заслуги перед містом» III ступеня (посмертно).
- Його портрет розміщено на меморіалі «Стіна пам'яті полеглих за Україну» в Києві: секція 2, ряд 3, місце 25.
- 5 грудня 2016 року біля Криворізького професійного транспортно-металургійного ліцею відкрили меморіал десяти загиблим бійцям--випускникам цього навчального закладу; серед них — й Олексій Кудінов.
- Вшановується 2 серпня на щоденному ранковому церемоніалі вшанування захисників України, які загинули цього дня у різні роки внаслідок російської збройної агресії на Сході України.